# Качкаринський
Качкаринський (рос. Качкаринский) — селище у Камизяцькому районі Астраханської області Російської Федерації.
Населення становить 190 осіб. Входить до складу муніципального утворення Самосдельська сільська рада.

## Історія
Населений пункт розташований на території українського етнічного та культурного краю Жовтий Клин. Від 1925 року належить до Камизяцького району.
Згідно із законом від 6 серпня 2004 року органом місцевого самоврядування є Самосдельська сільська рада.

## Населення
| 2002 | 2010 | 2011 |
| ---- | ---- | ---- |
| 141  | ↗177 | ↗190 |